# Уголовное преследование
Уголовное преследование — процессуальная деятельность, осуществляемая стороной обвинения в целях изобличения подозреваемого, обвиняемого в совершении преступления. Понятие «уголовное преследование» одно из основных в уголовно-процессуальном праве.
В зависимости от характера и тяжести совершенного преступления уголовное преследование, включая обвинение в суде, осуществляется в публичном, частно-публичном и частном порядке. ч.1 ст. 20 Уголовно-процессуального кодекса РФ.
Понятие «уголовное преследование» присутствует в Уголовно-процессуальном кодексе РСФСР 1960 года, но его определение впервые дано в УПК РФ 2001 года. Уголовное преследование является частью уголовного процесса, наряду с процессуальной деятельностью стороны защиты и суда. Осуществлять уголовное преследование (являться субъектами уголовного преследования) по российскому законодательству могут: прокурор, следователь, руководитель следственного отдела, орган дознания, начальник подразделения дознания, дознаватель, а также потерпевший, законный представитель потерпевшего, частный обвинитель. Уголовное преследование может осуществляться только в отношении физического лица. Уголовное преследование осуществляется на стадии предварительного расследования в форме дознания или предварительного следствия и в судебном обвинении.

## Виды уголовного преследования
Уголовное преследование в частном порядке осуществляется по делам, предусмотренным:
- ч. 1 ст. 115 УК РФ (умышленное причинение лёгкого вреда здоровью);
- ст. 116.1 УК РФ (нанесение побоев лицом, подвергнутым административному наказанию);
- ч. 1 ст. 128.1. (клевета)

Уголовные дела частного обвинения возбуждаются не иначе, как по заявлению потерпевшего, его законного представителя. Исключение составляют случаи, когда преступление совершено в отношении лица, которое в силу зависимого или беспомощного состояния либо по иным причинам не может защищать свои права и законные интересы, а также совершение преступления лицом, данные о котором неизвестны. Дела частного обвинения подлежат прекращению в безусловном порядке в случае примирения сторон, при этом примирение возможно вплоть до момента удаления суда в совещательную комнату для постановления приговора.
Уголовное преследование в частно-публичном порядке осуществляется по делам, предусмотренным:
- ч. 1 ст. 131 УК РФ (изнасилование);
- ч. 1 ст. 132 УК РФ (насильственные действия сексуального характера);
- ч. 1 ст. 137 УК РФ (нарушение неприкосновенности частной жизни);
- ч. 1 ст. 138 УК РФ (нарушение тайны переписки, телефонных, телеграфных, почтовых или иных сообщений);
- ч. 1 ст. 139 УК РФ (нарушение неприкосновенности жилища);
- ст. 145 УК РФ (необоснованный отказ в приёме на работу или необоснованное увольнение беременной женщины или женщины, имеющей детей в возрасте до трёх лет);
- ч. 1 ст. 146 УК РФ (нарушение авторских и смежных прав);
- ч. 1 ст. 147 УК РФ (нарушение изобретательских и патентных прав).
- ст. 159—159.6 (все виды мошеннических действий)
- ст. 160 (присвоение и растрата)
- ст. 165 (причинение имущественного ущерба путём обмана и злоупотребления доверием)

Дела частно-публичного обвинения так же возбуждаются только по заявлению потерпевшего либо его законного представителя (с теми же исключениями, что и по делам частного обвинения).
Следует учитывать, что уголовное преследование в частном и частно-публичном порядке осуществляются по неквалифицированным (без отягчающих обстоятельств) составам преступлений. Например, уголовное преследование за нанесение побоев осуществляется в частном порядке, но те же деяния, совершённые по мотивам расовой ненависти, уже преследуются в публичном порядке.
Уголовное преследование по всем остальным делам осуществляется в публичном порядке.